# ایسس کینگ
ایسس کینگ (به انگلیسی: Isis King) (زاده ۱ اکتبر ۱۹۸۵) مدل آمریکایی است.
او یک زن ترنس است.